# Herrera de Alcántara
Herrera de Alcántara ist ein westspanischer Ort und eine Gemeinde (municipio) mit 224 Einwohnern (Stand: 2024) in der Provinz Cáceres in der Autonomen Region Extremadura im Südwesten Spaniens.

## Lage
Herrera de Alcántara liegt etwa 100 Kilometer (Fahrtstrecke) westnordwestlich der Provinzhauptstadt Cáceres in einer Höhe von ca. 255 m an der Grenze zu Portugal. Die Gemeinde- und Staatsgrenze nach Norden wird durch den Tajo, im Südwesten durch den Río Sever gebildet. Das Klima ist gemäßigt bis warm; Regen (588 mm/Jahr) fällt hauptsächlich im Winterhalbjahr.

## Bevölkerungsentwicklung
| Jahr      | 1970 | 1981 | 1991 | 2001 | 2011 | 2021 |
| Einwohner | 882  | 540  | 408  | 310  | 288  | 230  |

Der deutliche Bevölkerungsrückgang seit den 1950er Jahren ist im Wesentlichen auf die Mechanisierung der Landwirtschaft sowie die Aufgabe bäuerlicher Kleinbetriebe („Höfesterben“) und den damit einhergehenden Verlust von Arbeitsplätzen zurückzuführen.

## Sehenswürdigkeiten
- Burganlage
- Sebastianuskirche (Iglesia de San Sebastián Mártir)

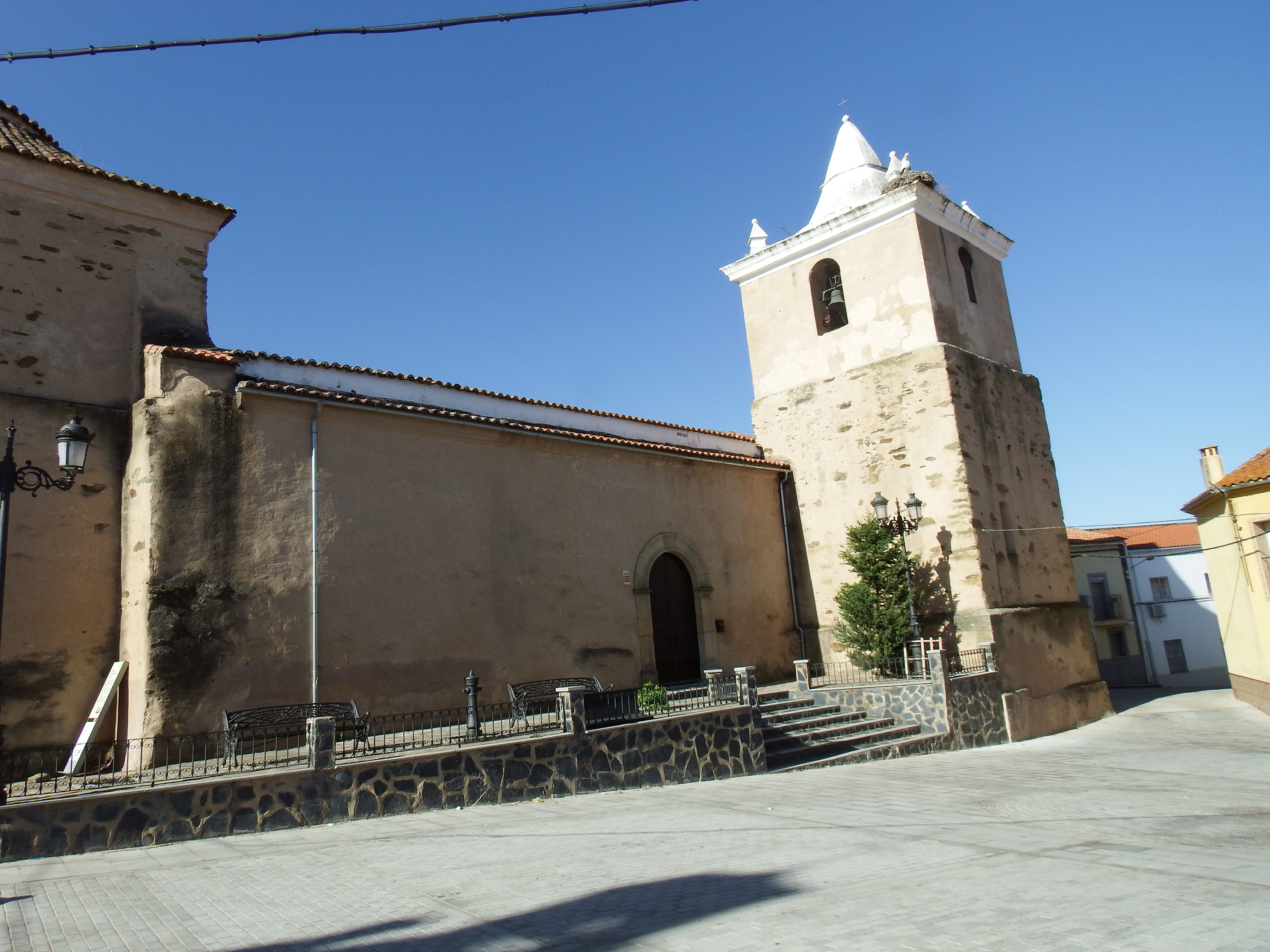
Sebastianuskirche
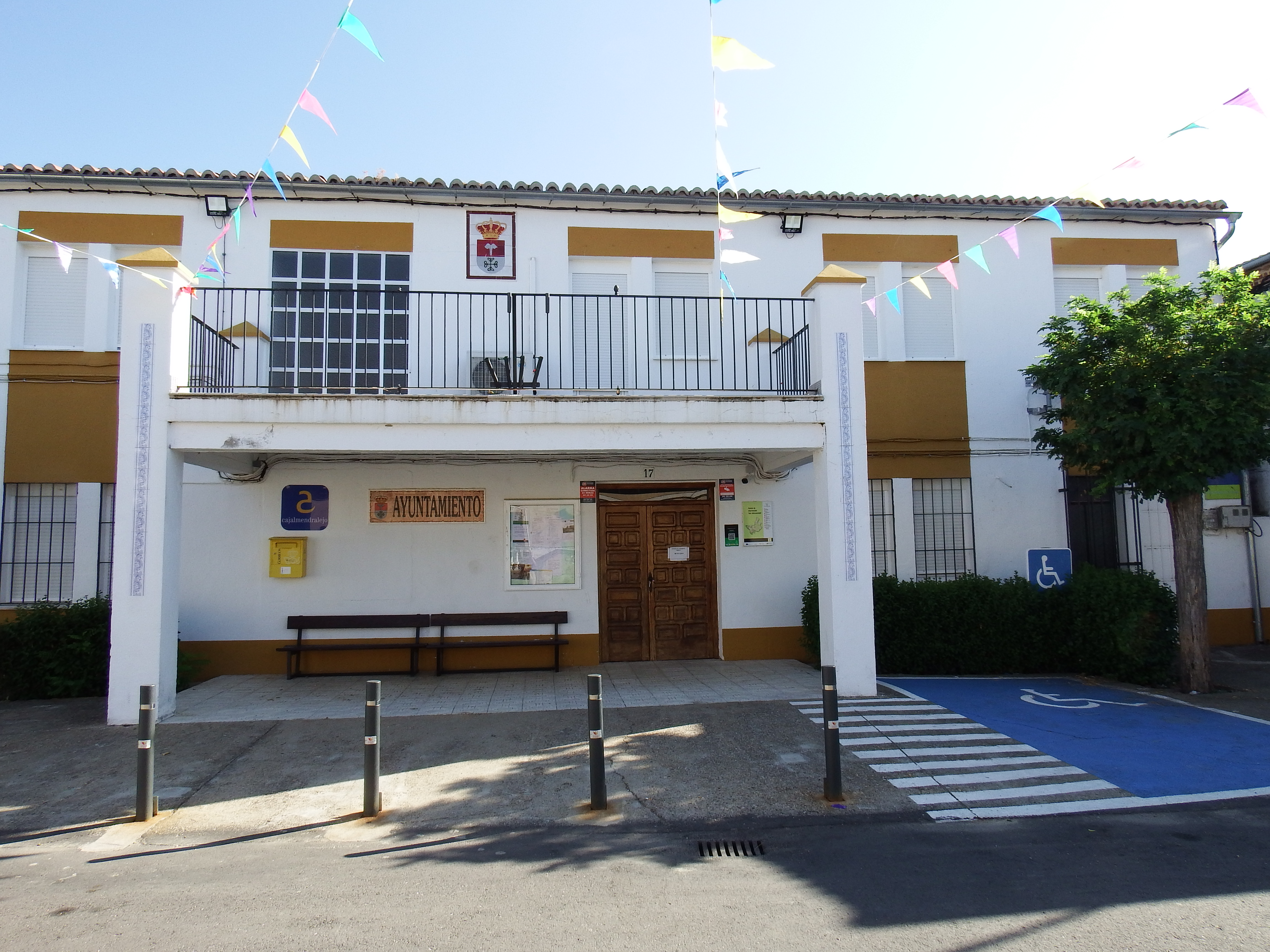
Rathaus